# ジェム・カワグチ
株式会社ジェム・カワグチは、愛知県名古屋市中村区に本社・工場を置く、業務用向けの食品の製造等を主とした企業である。

## 事業内容
- 食品製造・販売：業務用、家庭用
- レストラン事業：ナゴヤドーム、鈴鹿サーキットなど
- ケータリング事業：愛知万博、大阪花博など